# 베료조바야 로샤역
베료조바야 로샤 역(러시아어: Берёзовая роща)은 러시아 노보시비르스크주 노보시비르스크에 있는 노보시비르스크 지하철 제르진스카야 선의 역이다. 2005년 6월 25일에 개통되었다.

## 구조
베료조바야 로샤 역은 두 개의 대합실이 존재한다. 대합실은 계단과 플랫폼이 상호 연결된 구조로 다른 역들과 달리, 지하 통로가 게이트와 연결된 것이 특징이다. 2013년 6월 이전에는 동쪽 대합실에 코슈르니코브 거리의 양쪽 방향에 단 두개의 출구만 있었다. 출입구 철거 작업을 위해 합성 타일이 사용되었고, 입구쪽은 전통적이지 않은 건축 양식을 갖고 있다.
2010년 6월 28일 서쪽 대합실이 문을 열었다.

## 사진

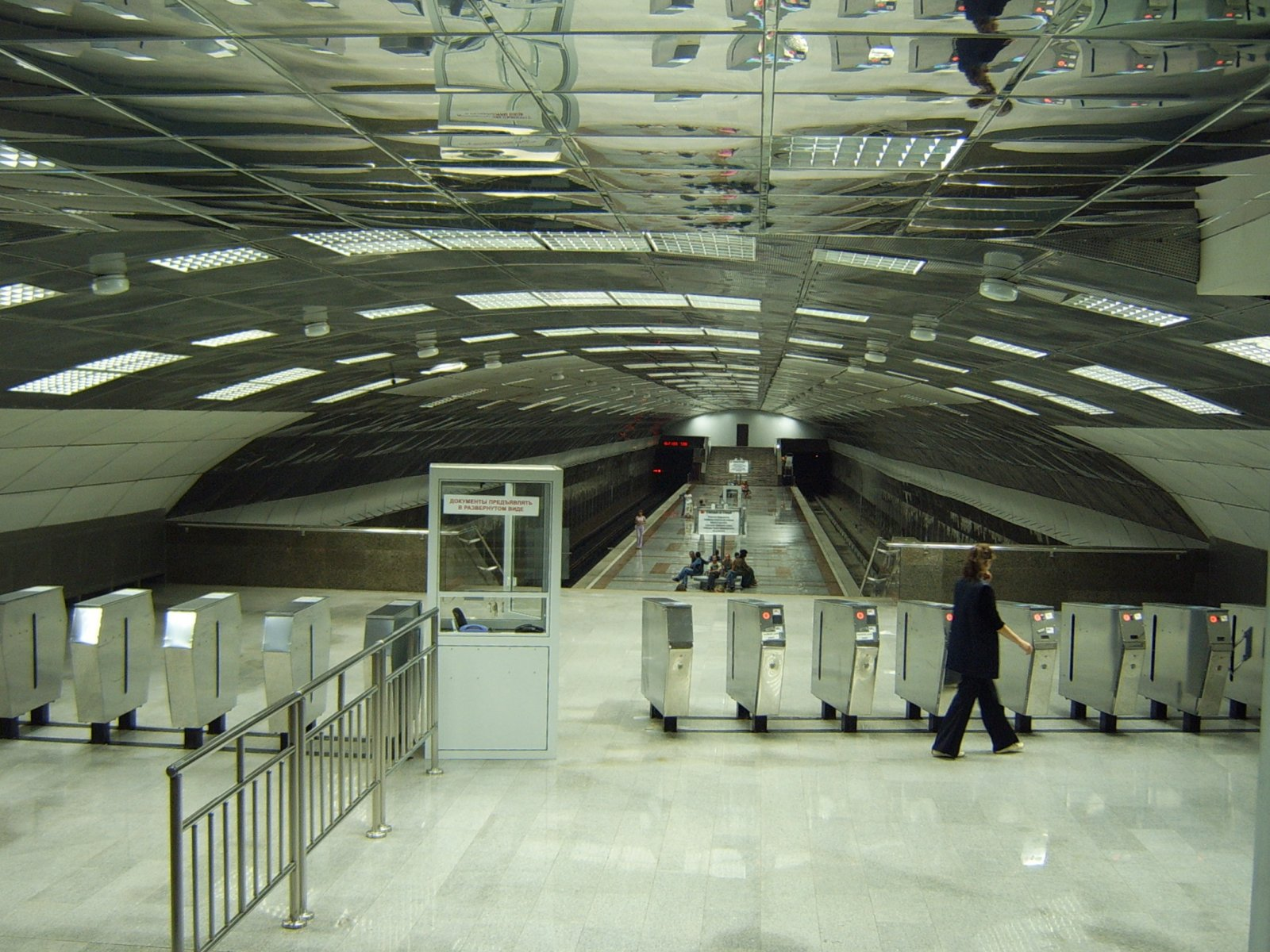
개통 당시 게이트와 플랫폼